# Segarcea
Segarcea város Dolj megyében, Olténiában, Romániában.
A megyeszékhelytől, Craiovától 28 km-re található. A Zsil folyótól nyugatra, sík vidéken helyezkedik el.

## Történelem
Első írásos említése 1416-ból való.
A városban található, egy 1547-ben épített erődtemplom, melyet a XIX. században újjáépítettek.
1968-ban városi rangot kap.